# Upsilon Cygni
Désignations
Upsilon Cygni (υ Cygni / υ Cyg) est une étoile variable de quatrième magnitude de la constellation boréale du Cygne. Elle présente une parallaxe annuelle de 5,01 mas mesurée par le satellite Gaia, ce qui permet d'en déduire qu'elle est distante d'environ ∼ 650 a.l. (∼ 199 pc) de la Terre.
Upsilon Cygni est une étoile bleu-blanc de la séquence principale de type spectral B2 Vne. Le suffixe « e » indique qu'il s'agit d'une étoile Be qui tourne rapidement sur elle-même en étant entourée par un disque de gaz en orbite. Sa vitesse de rotation projetée est en effet de 230 km/s, ce qui explique également l'apparence nébuleuse de ses raies spectrales comme indiqué par la lettre « n » dans son suffixe. La région en émission de son disque a un rayon de 0,20 ± 0,04 ua. L'étoile elle-même est généralement vue par les pôles, comme constaté par l'absence de raies d'absorption issues du disque.
Upsilon Cygni est 9,3 fois plus massive que le Soleil et son rayon est 4,7 fois plus grand que le rayon solaire. Sa rotation rapide lui donne une forme aplatie avec un bourrelet équatorial qu'on estime être 18 % plus grand que son rayon polaire. L'étoile est âgée d'environ 17 millions d'années. Elle est autour de 7 300 fois plus lumineuse que le Soleil et sa température de surface est de 22 000 K.
Upsilon Cygni montre des variations dans sa luminosité, ce qui inclut des pulsations non radiales à court terme selon des fréquences de 2,95 et 2,6 cycles par jour, ainsi que des éruptions aléatoires se produisent à quelques années d'intervalle. Ces éruptions pourraient être associées à des épisodes de perte de masse. Elle est classée comme une variable de type γ Cassiopeiae et sa magnitude apparente varie entre 4,28 et 4,50. L'étoile est suspectée d'être une binaire spectroscopique, mais aucun compagnon n'a pu être détecté par interférométrie des tavelures. Des variations mesurées dans sa vitesse radiale pourraient être dues à la présence d'un compagnon ayant une période orbitale d'environ 11,4 ans. Plusieurs étoiles lui apparaissent proche dans le ciel, mais ce sont probablement des compagnons optiques.